# Habitatge al carrer de la Font, 10 (Almoster)
L'Habitatge al carrer de la Font, 10 és una obra d'Almoster (Baix Camp) protegida com a Bé Cultural d'Interès Local.

## Descripció
Edifici situat en la cantonada del carrer de la Font. Es tracta d'un edifici de tres altures, planta baixa, primer pis i golfes. La planta baixa de l'edifici i els límits laterals, es troben folrats per plaques de pedra simulant carreus. La façana es troba arrebossada. Destaca el portal d'accés d'arc rebaixat format per carreus de pedra viva. Els balcons del primer pis, amb volades de pedra motllurada, presenten baranes metàl·liques amb formes decoratives que es repeteixen a les baranes d'altres edificis de la localitat.